# Акерман, Франц (Фландрия)
Франц Акерман (лат. Franciscus Agricola) (р. ок. 1330 — 1387) — фландрский государственный деятель и полководец XIV в., участник восстания белых шаперонов в Генте 1379 года.

## Биография
Родился в Генте, предположительно — в купеческой семье. Объединился с Филиппом ван Артевельде в Гентском восстании 1379 года против графа Фландрии Людовика II. Был назначен командующим мобильным отрядом из 3 000 человек, ответственным за обеспечение безопасности линий снабжения города с Льежем, Брюсселем и Лёвеном. Вместе с солдатами спас город от голода, найдя продовольствие в его окрестностях. В английских документах 1382 года именовался «адмиралом Фландрии», позже — «nuper admirallus navium de Flandria». Участвовал в битве при Беверхутсвельде (1382), после которой был захвачен Брюгге и почти вся Фландрия.
Когда король Франции Карл VI оказал поддержку графу Людовику II, Акерман направился с посольством в Англию, чтобы добиться вмешательства короля Ричарда II. Во время его отсутствия повстанцы потерпели серьёзное поражение в битве при Роозбеке (1382), где был убит Ван Артевельде. Граф восстановил контроль над всей Фландрией, кроме Гента, где Аккерман стал лидером повстанцев.
В 1383 году англичане начали Крестовый поход, вторгшись во Фландрию с целью помочь восставшим и на фоне Великого западного раскола заставить графа признать верховенство папы Урбана VI. Аккерман выбил из Аарденбурга французский гарнизон, разграбил город и доставил добычу в Гент. Позже предпринял неудачную попытку захвата Брюгге. Вместе со своими английскими союзниками 25 мая 1383 он одержал победу в битве при Дюнкерке, затем хитростью взял Ауденарде.
Акерман внезапно взял город Дамме, но вскоре город был осажден французской армией. Ожидаемая помощь от англичан не прибыла, и восставшие прорвали осаду и вернулись в Гент.
18 декабря 1385 года война закончилась Турнейским миром между Гентом и Филиппом Смелым. Акерман был видным членом делегации Гента, впоследствии отказался служить герцогу при дворе и в армии.
22 июля 1387 года по пути в аббатство Святого Петра в Генте Акерман был убит сыном сеньора Герцеле, который обвинял его в смерти своего отца.

## Память
Со временем Акерман стал одним из символов сопротивления Гента попыткам подчинения со стороны светских правителей.
Является героем оперы, созданной в 1867 году.
В XIX и XX вв. были созданы гравюры и скульптуры, médaillons ou cartouches ?) selon Hooft, E. (2006).